# یاک هانسن
یاک هانسن (دانمارکی: Jack Hansen؛ زادهٔ ۲ اکتبر ۱۹۴۷) بازیکن فوتبال اهل دانمارک بود.
وی همچنین در تیم ملی فوتبال دانمارک بازی کرده‌است.